# Joyce Nizzari
 (juin 2024).
Si vous disposez d'ouvrages ou d'articles de référence ou si vous connaissez des sites web de qualité traitant du thème abordé ici, merci de compléter l'article en donnant les références utiles à sa vérifiabilité et en les liant à la section « Notes et références ».
Joyce Nizzari est une actrice américaine née le 20 mai 1940 dans le Bronx, à New York (États-Unis).

## Biographie
D'ascendance italienne, Joyce Nizzari a été repérée par la photographe Bunny Yeager à Miami alors qu'elle n'avait que quinze ans. Elle l'engagea seulement pour des photos en bikini jusqu'à ses 18 ans. En août 1957, elle remporta un prix attribué par l'association des photographes de Floride et fut choisie comme reine de leur congrés annuel. Bunny Yeager la photographie ensuite pour le magazine Playboy et elle fait la couverture du magazine en Juillet 1958. 
En décembre 1958, pour les 5 ans du magazine, elle est la première femme élue Playmate Anniversaire. Elle a été citée comme « Playmate de l'Année » avant que ce titre ne soit réellement officialisé.
Elle a fréquenté Hugh Hefner pendant quelques années après son apparition comme Playmate, et travailla comme hôtesse (Bunny Girl) dans le premier Club Playboy à Chicago. Vers la fin des années 1990, elle reprit du service parmi l'équipe de Playboy, en tant qu'assistante personnelle de Hefner au Manoir Playboy. Elle a été mariée avec l'acteur Jack Hogan.

## Filmographie
- 1958 : The Wild Women of Wongo : Woman of Wongo
- 1959 : Un trou dans la tête (A Hole in the Head) : Alice (Jerry's secretary)
- 1963 : T'es plus dans la course, papa ! (Come Blow Your Horn)  : Snow Eskanazi
- 1964 : The Candidate : Party Girl
- 1964 : Sept jours en mai (Seven Days in May)
- 1964 : Pajama Party : Pajama Girl
- 1965 : La Grande course autour du monde (The Great Race) : Woman in West